# Cazul Gorgonova
Cazul Gorgonova (în poloneză Sprawa Gorgonowej) este o dramă judiciară poloneză din 1977 regizată de Janusz Majewski, inspirată de circumstanțele procesului Ritei Gorgonowa⁠(d). Filmul reconstituie evenimentele care au dus la uciderea în 30 decembrie 1931 a Elżbietei („Lusia”) Zarembianka, fiica minoră a inginerului arhitect Henryk Zaremba⁠(d) din Liov, cu un accent principal pe procesul intentat în perioada 1932–1934 guvernantei Rita Gorgonowa⁠(d) și condamnării ei în baza unor dovezi circumstanțiale, fără ca vinovăția inculpatei să fie vreodată pe deplin dovedită.
Rolul Ritei Gorgonowa a fost interpretat de Ewa Dałkowska⁠(d), iar cel al amantului ei, inginerul Zaremba, de Roman Wilhelmi⁠(d).

## Rezumat
O crimă oribilă are loc în noaptea de 30 decembrie 1931 în vila ing. Henryk Zaremba⁠(d) din Brzuchowice, localitate suburbană aflată la 7 km de orașul Liov. Elżbieta („Lusia”) Zarembianka, fiica în vârstă de șaptesprezece ani a inginerului Zaremba, este ucisă în circumstanțe neclare, iar Rita Gorgonowa⁠(d), menajera casei, guvernanta copiilor lui Zaremba și amanta inginerului, este acuzată de crimă. Rita fusese angajată de Zaremba în 1924, când ea avea 23 de ani și el avea 41 de ani. Cei doi erau separați de soții lor și au devenit după câteva luni amanți, iar din relația lor s-a născut o fiică pe nume Romana. Zaremba avea doi copii cu soția sa, care fusese internată într-un azil de persoane cu probleme mentale: Elżbieta („Lusia”) și Staś. Pe măsură ce prima fiică a lui Zaremba, Elżbieta, a crescut, relațiile ei cu guvernanta Gorgonowa au devenit tot mai rele, izbucnind periodic certuri între ele. În acest timp, Zaremba nu a încercat să-și legalizeze relația cu Gorgonowa și a decis să se mute cu Elżbieta și cu Staś într-un apartament închiriat în Liov, lăsând-o pe Gorgonowa să locuiască cu fiica ei, Romana, în vila din Brzuchowice.
Uciderea Elżbietei a schimbat aceste planuri. Rita Gorgonowa a fost arestată sub suspiciunea de crimă, iar în anul 1932, sub presiunea puternică a opiniei publice, un tribunal din Liov a condamnat-o la moarte, deși nu fusese prezentată nicio dovadă a vinovăției sale. Avocatul apărării a făcut apel, iar cazul a devenit cunoscut în toată Polonia. Curtea Supremă a Poloniei a anulat hotărârea Tribunalului din Liov, iar cazul a fost rejudecat de Tribunalul Districtual din Cracovia. În urma rejudecării cazului, Rita Gorgonowa a fost condamnată la opt ani de închisoare, ea recunoscând cu acest prilej că a comis crima sub influența unei emoții puternice. A fost eliberată din închisoare în urma unei amnistii declarate în a treia zi după invadarea Poloniei de către Germania Nazistă (1939), iar soarta ei ulterioară a rămas necunoscută.

## Distribuție
- Ewa Dałkowska⁠(d) — Rita Gorgonowa⁠(d), menajera și guvernanta copiilor din familia Zaremba, amanta ing. Henryk Zaremba
- Aleksander Bardini⁠(d) — avocatul Maurycy Axer⁠(d), apărătorul Ritei Gorgonowa în timpul procesului de la Liov
- Mariusz Dmochowski — procurorul Krynicki
- Andrzej Łapicki — Kulczycki, judecătorul de instrucție
- Roman Wilhelmi⁠(d) — inginerul Henryk Zaremba⁠(d), tatăl Lusiei
- Tadeusz Białoszczyński⁠(d) — Alfred Jendl, președintele completului de judecată de la Cracovia
- Jan Englert — aspirantul de poliție Respond
- Wojciech Pszoniak — profesorul Jan Stanisław Olbrycht⁠(d), expert judiciar la procesul din Cracovia
- Stanisław Zaczyk — Łaniewski, procurorul acuzator în timpul procesului de la Liov
- Wiktor Nanowski⁠(d) — comisarul șef Frankiewicz
- Michał Pawlicki⁠(d) — Szypuła, procurorul acuzator în timpul procesului de la Cracovia
- Andrzej Szalawski⁠(d) — Antonowicz, președintele completului de judecată de la Liov
- Andrzej Szczepkowski — Józef Woźniakowski, apărătorul Ritei Gorgonowa în timpul procesului de la Cracovia
- Maciej Godlewski — Staś Zaremba, fratele mai mic al Lusiei
- Włodzimierz Boruński⁠(d) — Birnbaum, deținut politic, colegul de celulă al lui Zaremba din închisoare
- Bohdan Ejmont⁠(d) — jandarmul Trela
- Stefan Friedmann⁠(d) — fotoreporterul „IKC” din tren
- Edmund Fetting⁠(d) — inspectorul Piątkiewicz, expert judiciar, criminolog
- Zygmunt Hübner⁠(d) — dr. Dadlez
- Jerzy Kaliszewski⁠(d) — medicul legist Żurawski
- Marek Kondrat⁠(d) — Czaykowski, „fiul vitreg” al lui Csala
- Halina Kossobudzka⁠(d) — jurnalistă
- Zbigniew Koczanowicz⁠(d) — directorul închisorii
- Ewa Krawczyk — Elżbieta („Lusia”) Zarembianka, fiica inginerului Zaremba
- Zdzisław Mrożewski⁠(d) — președintele Gąsiorowski
- Stanisław Niwiński⁠(d) — jurnalist care pretinde că este reprezentant al Comitetului Cetățenesc pentru Ajutorarea Foștilor Deținuți Politici
- Zdzisław Salaburski — jurnalist care pretinde că este reprezentant al Comitetului Cetățenesc pentru Ajutorarea Foștilor Deținuți Politici
- Hanna Stankówna⁠(d) — jurnalista care vorbește cu Axer la Sukiennice
- Barbara Sułkowska — Marcela, slujnica lui Zaremba
- Krystyna Sznerr — femeie care participă la o vizită în închisoare
- Zdzisław Szymański⁠(d) — sergentul major Luchowski, comandantul postului de poliție din Żęsna
- Grzegorz Warchoł⁠(d) — Kamiński, grădinarul lui Zaremba
- Janusz Zakrzeński⁠(d) — dr. Ludwik Csala, vecinul lui Zaremba
- Ryszard Barycz⁠(d) — jurnalist
- Teodor Gendera⁠(d) — Łyczkowski, judecător în timpul procesului de la Cracovia
- Andrzej Grzybowski⁠(d) — judecătorul K. Solecki
- Andrzej Gawroński⁠(d) — polițistul care o păzește pe Rita Gorgonowa în timpul procesului de la Cracovia
- Stanisław Jaśkiewicz⁠(d) — preotul
- Anatol Kobyliński — dr. Jankowski, expert judiciar
- Andrzej Krasicki⁠(d) — judecătorul Ostrega
- Krzysztof Machowski⁠(d) — grefierul Ehrenpreiss
- Klemens Mielczarek⁠(d) — polițist
- Jerzy Moes⁠(d) — jurnalist
- Marta Salinger — Romana („Romusia”), fetița Ritei Gorgonowa
- Bogusław Stokowski — judecătorul Tertil
- Szymon Szurmiej⁠(d) — un bărbat care vorbește cu Axer în sala de judecată de la Liov
- Zdzisław Szymborski⁠(d) — agentul de poliție Schweitzer
- Bogdan Śmigielski⁠(d) — dr. Hofmokl
- Andrzej Wasilewicz⁠(d) — polițistul care o păzește pe Rita Gorgonowa în timpul procesului de la Cracovia
- Tomasz Zaliwski — polițist
- Wojciech Zeidler — medic legist
- Andrzej Chrzanowski⁠(d) — medicul obstetrician care o ajută să nască pe Rita Gorgonowa (nemenționat)
- Zofia Czerwińska⁠(d) — o femeie din sala de judecată de la Liov (nemenționată)
- Adam Gessler⁠(d) — Ołeś, deținut politic (nemenționat)
- Józef Rosiński — judecător (nemenționat)
- Michał Szwejlich⁠(d) — jurnalist (nemenționat)

## Producție
Scenariul filmului, inspirat de uciderea la 30 decembrie 1931 a Elżbietei („Lusia”) Zarembianka, fiica în vârstă de 17 ani a inginerului arhitect Henryk Zaremba⁠(d) din Liov, și de procesul intentat în perioada 1932–1934 guvernantei Rita Gorgonowa⁠(d), a fost scris de criticul de film Bolesław Michałek⁠(d) și de cineastul Janusz Majewski. Cineastul Majewski a urmărit să reconstituie acele evenimente care au divizat societatea poloneză interbelică, punând însă accentul pe desfășurarea procesului împotriva Ritei Gorgonowa, după cum a afirmat el însuși în cadrul unei discuții, care a avut loc după proiecția filmului: „În acest film am vrut să subliniem principiul fundamental al legii că pentru a condamna este nevoie de dovezi incontestabile de vinovăție, iar dacă nu există probe, acuzatul trebuie achitat”.
Filmul a fost produs de compania Zespół Filmowy „X” și a fost regizat de Majewski. Filmările s-au desfășurat în anul 1977 în principal în Cetatea Modlin⁠(d) din orașul Nowy Dwór Mazowiecki (aflat în voievodatul Mazovia), dar și în alte localități precum orășelele Brwinów și Łomianki din voievodatul Mazovia și orașul Varșovia, capitala Poloniei. Director de imagine al filmului a fost Zygmunt Samosiuk, iar muzica a fost compusă de Stanisław Radwan⁠(d). Filmările au fost realizate pe o peliculă color de 3900 de metri; durata filmului este de 137 de minute.

## Lansare
Filmul a fost lansat pe 25 noiembrie 1977 la cinematografele din Polonia. A fost difuzat și în alte țări, inclusiv România, unde a rulat, spre exemplu, în unele cinematografe bucureștene precum „Scala”, „Timpuri Noi”, „Cinema Studio” (august 1979) și „Bucegi” (septembrie 1979).

## Recepție critică
Criticul român Vlad Paulian scria într-un articol publicat în aprilie 1979 în revista Cinema că cei doi scenariști au descoperit în dosarul cazului Gorgonowa „datele unui posibil proces moral intentat intoleranței născute din prejudecăți și resentimente” și concluziona că ecranizarea acelui caz juridic care făcuse vâlvă în Polonia anilor 1930 se remarcă printr-o „punere în scenă impecabilă, sensibilă mai puțin la senzaționalul cazului și mai mult la implicațiile lui socio-morale” și printr-o „distribuție ireproșabilă, dominată de figura fascinantă a Ewei Dalkowska în rolul Margaritei Gorgonova” și astfel „pledează «în forță» pentru imaginea unei justiții care să-și merite întrutotul numele”.

## Premii
Operatorul Zygmunt Samosiuk a obținut Premiul pentru imagine la Festivalul Filmului Polonez de Ficțiune de la Gdańsk pentru Cazul Gorgonova (1977).